# Списак музичких албума објављених у 2023. години
Овај чланак садржи списак музичких албума који су објављени током 2023. године.

## Март
| Датум    | Извођач(и)        | Назив албума | Изв.  |
| -------- | ----------------- | ------------ | ----- |
| 10. март | Story of the Year |              | [ 1 ] |
| 24. март | Depeche Mode      |              | [ 1 ] |

## Јун
| Датум   | Извођач(и)              | Назив албума | Изв.  |
| ------- | ----------------------- | ------------ | ----- |
| 16. јун | Queens of the Stone Age |              | [ 2 ] |
| 23. јун | Kelly Clarkson          |              | [ 2 ] |

## Септембар
| Датум         | Извођач(и)      | Назив албума | Изв.  |
| ------------- | --------------- | ------------ | ----- |
| 8. септембар  | Puddle of Mudd  |              | [ 3 ] |
| 22. септембар | Cannibal Corpse |              | [ 3 ] |

## Децембар
| Датум       | Извођач(и)        | Назив албума | Изв.  |
| ----------- | ----------------- | ------------ | ----- |
| 1. децембар | Hawthorne Heights |              | [ 4 ] |
| 8. децембар | Atreyu            |              | [ 4 ] |